# Order Maksymiliana Józefa
Order wojskowy Maksymiliana Józefa (niem. Militär-Max-Joseph-Orden) – wysokie odznaczenie wojskowe Królestwa Bawarii, ustanowione rozkazem Maksymiliana I Józefa z 1 marca (z datą wsteczną 1 stycznia) 1806 roku. Nadawany oficerom armii bawarskiej oraz wojsk sojuszniczych za wybitne dowodzenie oraz męstwo na polu bitwy, od wojen napoleońskich po I Wojnę Światową. Nadania kontynuowano jeszcze po upadku monarchii i proklamowaniu Republiki Weimarskiej.

## Klasy
Order był podzielony na trzy klasy, na wzór austriackiego Orderu Marii Teresy:
- Wielki Krzyż
- Komandor
- Kawaler

Order mógł otrzymać każdy oficer, bez względu na pochodzenie i stopień. W każdej klasie mógł zostać nadany tylko raz. Odznaczonym poddanym bawarskim przysługiwało osobiste szlachectwo oraz tytuł Ritter (kawaler) przed nazwiskiem.

## Insygnia
Oznakę orderu stanowił zwieńczony królewską koroną krzyż maltański o ramionach zakończonych kulkami, pokryty białą emalią. Na ciemnobłękitnej tarczy awersu znajdował się monogram MJK (Maximilian-Joseph König), na tarczy rewersu – łac. dewiza orderu VIRTUTI PRO PATRIA. W klasie Wielkiego Krzyża, między ramionami krzyża umieszczone były dodatkowo złote pęki promieni, a do klasy tej należała również srebrna gwiazda z nałożonym na nią krzyżem orderowym.
Oznaka Wielkiego Krzyża była noszona na wstędze przez ramię lub na węższej wstążce na szyi. Oznakę Krzyża Komandorskiego noszono na szyi, zaś Kawalerskiego – na wstążce na piersi lub w dziurce od guzika munduru.
Wstążka była czarna z biało-błękitnymi paskami po bokach i wąskimi białymi brzegami.